# 日本の工業団地一覧
日本の工業団地一覧（にほんのこうぎょうだんちいちらん）は、日本にある工業団地の一覧。
工業地帯・工業地域については当該記事を参照。

## 北海道

### 石狩・空知管内
- 札幌テクノパーク・下野幌テクノパーク （札幌市厚別区、財団法人さっぽろ産業振興財団運営）
- 手稲明日風工業団地（札幌市、札幌市手稲山口土地区画整理組合運営）
- 流通センター (札幌市)  - 大谷地流通センター、または大谷地流通団地
- 江別RTNパーク（江別市、江別市土地開発公社運営）
- 千歳市工業団地
  - 千歳市第1、第2、第4工業団地（千歳市運営）
  - 千歳第3工業団地（千歳市、千歳市土地開発公社運営）
  - 千歳市根志越業務団地（千歳市運営）
  - 千歳臨空工業団地（千歳市、千歳市土地開発公社運営）
  - 千歳サイエンスパーク（千歳市、千歳市土地開発公社運営）
  - 千歳美々ワールド（千歳市、千歳市土地開発公社運営）
  - 千歳流通業務団地（千歳市、千歳市土地開発公社運営）
  - 千歳オフィス・アルカディア（千歳市、中小企業基盤整備機構運営）
  - 新千歳空港ロジスティックスセンター（千歳市、北海道空港運営）
- 大曲工業団地（北広島市、北広島市土地開発公社運営）
- 北広島輪厚工業団地（北広島市、北広島市土地開発公社運営）
- 恵庭市工業団地
  - 恵庭テクノパーク（恵庭市、恵庭市運営）
  - 恵庭工業団地（恵庭市、恵庭市運営）
  - 戸磯軽工業団地（恵庭市、恵庭市運営）
  - 戸磯・恵南工業団地（恵庭市、恵庭市運営）
  - 島松工業団地（恵庭市、恵庭市運営）
- タクト恵庭流通団地（恵庭市、タクト運営）
- 恵庭テクノパークエルム（恵庭市、戸田運営）
- 石狩湾新港地域（石狩湾新港工業流通団地・石狩工業団地）（石狩市、小樽市、石狩開発運営）
- 東町工業団地（岩見沢市、岩見沢市運営）
- 岩見沢団地（岩見沢市、岩見沢市運営）
- 岡山工業団地（岩見沢市、岩見沢市運営）
- 上幌向工業団地（岩見沢市、岩見沢市運営）
- 南空知流通工業団地（岩見沢市、北海道土地開発公社運営）
- 栗沢工業団地・道央栗沢団地（岩見沢市、ともに中小企業基盤整備機構運営）
- 夕張緑陽団地（夕張市、中小企業基盤整備機構運営）
- 滝川市流通団地（滝川市）
- 滝川中央工業団地（滝川市、滝川市土地開発公社運営）
- 道央砂川工業団地（砂川市、砂川市土地開発公社運営）
- 歌志内文珠団地 (中小企業基盤整備機構営業協力団地、歌志内市運営）
- 空知団地（美唄市・奈井江町、中小企業基盤整備機構運営）
- 三笠第2工業団地（三笠市、三笠工業団地開発株式会社、中小企業基盤整備機構営業協力団地）
- 三笠団地（三笠市、中小企業基盤整備機構運営）
- 広里工業団地（深川市、深川市土地開発公社運営）
- 栗山工業団地鳩山地区（栗山町、栗山町運営）
- 五ヶ山工業団地（沼田町、沼田町運営）
- 沼田団地（沼田町、中小企業基盤整備機構運営）
- 南幌工業団地（南幌町、南幌町土地開発公社運営）
- 中央長沼工業団地（長沼町、長沼町運営）
- 中空知流通関連団地（滝川市、北海道土地開発公社・滝川市土地開発公社運営）
- 駒が台工業団地（上砂川町、上砂川町運営）
- 中町工業団地（上砂川町、上砂川町運営）
- 本町工業団地（上砂川町、上砂川町運営）

### 後志管内
- 銭函工業団地（小樽市、小樽市運営）
- 勝納ふ頭工業団地（小樽市、小樽市運営）
- 岩内港工業団地（岩内町、岩内町運営）

### 渡島・桧山管内
- 函館テクノパーク（函館市、函館市運営）
- 函館港港町ふ頭港湾関連用地（函館市、函館市運営）
- 函館臨空工業団地（函館市、函館市運営）
- 峠下流通関連団地（七飯町、七飯町運営）
- 中島工業団地（七飯町）
- 野田生工業団地（八雲町、八雲町運営）

### 胆振・日高管内
- 香川工業用地第1工区（室蘭市、株式会社室蘭振興公社運営）
- 香川工業用地第2工区（室蘭市、室蘭市運営）
- 築地町臨港業務団地（室蘭市、室蘭市土地開発公社運営）
- ウトナイ工業団地（苫小牧市、苫小牧市運営）
- ウトナイ住宅・商工業団地（苫小牧市、苫小牧港開発株式会社運営）
- 錦西ニュータウン軽工業団地（苫小牧市、苫小牧市運営）
- 沼ノ端第二地区中小企業団地（苫小牧市、苫小牧市運営）
- 沼ノ端南工業団地（苫小牧市、苫小牧市運営）
- 苫小牧西部工業団地（苫小牧市、苫小牧港開発株式会社運営）
- 苫小牧東部地域（苫小牧市・厚真町・安平町、株式会社苫東運営）
- 明野軽工業団地（苫小牧市、苫小牧市運営）
- 明野北工業団地（苫小牧市、苫小牧港開発株式会社運営）
- 苫小牧港開発不動産賃貸・用地造成分譲事業
- 伊達長和工業団地(Aブロック)（伊達市、伊達市土地開発公社運営）
- 豊沢工業団地（厚真町、厚真町運営）
- 北町工業団地（安平町、安平町運営）
- 白老港臨海部工業団地（白老町、白老町運営）
- 石山工業団地（白老町、白老町運営）
- 石山特別工業地区（白老町、白老町運営）

### 上川・留萌管内
- 旭川流通団地センター（旭川市）
- 旭川工業団地（旭川市）
- 旭川リサーチパーク（旭川市、中小企業基盤整備機構運営）
- 食品加工流通団地（名寄市、名寄市土地開発公社運営）
- 士別市駅南工業団地（士別市、士別市土地開発公社運営）
- 東神楽工業団地（東神楽町、東神楽町土地開発公社運営）
- 比布町農工団地（比布町、比布町運営）

### 宗谷管内
- 天北臨海工業団地（稚内市、稚内市運営）

### 十勝管内
- 新帯広工業団地造成 (帯広市産業開発公社運営）
- 帯広市西20条北工業団地（帯広市、帯広市西20条北土地区画整理事業組合運営）
- 音更町IC工業団地（音更町、音更町土地開発公社運営）
- リバーサイド幕別（幕別町、幕別町土地開発公社運営）
- 芽室東第5工業団地（芽室町、芽室町運営）
- 桜ヶ丘工業団地（清水町、清水町運営）
- 札内東工業団地（幕別町、幕別町土地開発公社運営）
- 十勝港工業団地（広尾町、広尾町運営）
- 大樹町川南工業団地（大樹町、大樹町運営）
- 池田北工業団地（池田町、池田町運営）
- 本別勇愛工業団地（本別町、本別町運営）

### 釧路・根室管内
- 釧路愛国ソフトパーク（釧路市、株式会社釧路振興公社運営）
- 釧路益浦軽工業団地（釧路市、太平洋興発株式会社運営）
- 布伏内工業団地（釧路市、釧路市運営）
- 釧路白糠工業団地（釧路市・白糠町、中小企業基盤整備機構運営）
- 西港臨海工業団地（釧路市、釧路市・株式会社釧路振興公社運営）
- 花咲港工業団地（根室市、根室市運営）
- 釧路内陸標茶工業団地（標茶町、標茶町運営）

### オホーツク管内
- 北見ハイテクパーク（北見市、北見市運営）
- 能取工業団地（網走市、網走市運営）
- 浜頓別工業団地（浜頓別町、浜頓別町運営）

## 東北地方

### 青森県
- 八戸北インター工業団地（八戸ハイテクパーク）
- 青森市南部工業団地
- 青森県総合流通団地
- 弘前オフィス・アルカディア（弘前市、中小企業基盤整備機構運営）
- 青森テクノポリスハイテク工業団地漆川（五所川原市、五所川原市土地開発公社運営）
- 青森中核工業団地（青森市、中小企業基盤整備機構、青森県運営）
- 三川目工業団地（三沢市、三沢市運営）
- 細谷工業団地（三沢市、三沢市運営）
- 三沢臨空東工業団地（三沢市、三沢市運営）
- 三沢臨空港インダストリアル金矢（六戸町、青森県新産業都市建設事業団運営）
- むつ小川原開発地区（六ヶ所村等、新むつ小川原株式会社運営）
- 桔梗野工業団地（八戸市、青森県新産業都市建設事業団運営）
- 八戸北インター工業団地（八戸市、青森県新産業都市建設事業団運営）
- 東野工業団地（深浦町、深浦町運営）
- 八幡館工業団地（大鰐町、大鰐町土地開発公社運営）
- 常盤第一工業団地（藤崎町、藤崎町土地開発公社運営）
- 下北工業団地（むつ市、企業運営）
- 大平工業団地（むつ市、青森県運営）
- 七戸工業団地（七戸町、七戸町運営）
- 六戸工業団地（六戸町、企業運営）
- 乙供工業団地（東北町、東北町運営）
- 天間林工業団地（七戸町、七戸町運営）
- 切谷内工業団地（五戸町、企業運営）
- 第二福地工業団地（南部町、南部町運営）
- 大タルミ工業団地（五戸町、企業運営）
- 大釈迦工業団地（青森市、青森市土地開発公社運営）
- 鶴山工業団地（鶴田町、鶴田町運営）

### 岩手県
- 北上工業団地（岩手県北上市運営）
- 北上南部工業団地（北上市、北上市運営）
- 産業用地「オフィスアルカディア・北上（北上産業業務団地）」
- 岩手中部（金ケ崎運営）工業団地（胆沢郡金ケ崎町運営）
- 江刺フロンティアパーク  (奥州市、中小企業基盤整備機構)
- 江刺中核工業団地（奥州市、中小企業基盤整備機構)
- 盛岡西リサーチパーク（滝沢市）
- ウエストヒルズ広宮沢（矢巾町、矢巾町広宮沢第二土地区画整理組合運営）
- オフィスアルカディア・北上（北上産業業務団地、北上市、中小企業基盤整備機構運営）
- グリーンヒルズ川口（岩手町、岩手町運営）
- 一関東工業団地 (岩手県一関市)
- 一関東第二工業団地（一関市、岩手県土地開発公社運営）
- 一戸インター工業団地（一戸町、一戸町運営）
- 羽々の下工業団地（山田町、立地企業運営）
- 花巻第一工業団地テクノパーク（花巻市、岩手県土地開発公社運営）
- 花巻第二工業団地（花巻市、岩手県土地開発公社運営）
- 花巻流通業務団地（花巻市、独立行政法人都市再生機構運営）
- 花泉（上油田第2運営）工業団地（一関市、一関市運営）
- 蒲の口工業団地（洋野町、立地企業運営）
- 舘迫工業団地（花巻市、民間企業運営）
- 岩手工業団地（岩手町、岩手町運営）
- 岩手流通センター
- 鬼清水工業団地（八幡平市、八幡平市運営）
- 久慈工業団地
- 久慈港諏訪下工業区域（久慈市、岩手県運営）
- 久慈港半崎工業区域（久慈市、岩手県運営）
- 久慈地区拠点工業団地（久慈市、岩手県土地開発公社運営）
- 金ケ崎町北部地区流通業務団地（金ケ崎町、金ケ崎町土地開発公社運営）
- 九戸インター工業団地（九戸村）
- 犬淵工業団地（紫波町、紫波町運営）
- 後藤野工業団地（北上市、北上市運営）
- 広表工業団地（奥州市、奥州市土地開発公社運営）
- 高田前工業団地（平泉町、平泉町運営）
- 三日市工業団地（陸前高田市、陸前高田市土地開発公社運営）
- 上田流通団地
- 森合工業団地（金ケ崎町、民間運営）
- 真柴第二工業団地（一関市、一関市運営）
- 盛岡インター流通・工業系用地（盛岡市、盛岡市上厨川土地区画整理組合運営）
- 盛岡テクノパーク（盛岡市、盛岡テクノパーク協同組合運営）
- 盛岡南新都市産業等用地（盛岡市、都市再生機構運営）
- 盛岡北部工業団地（八幡平市、八幡平市運営）
- 青山流通団地
- 泉沢工業団地（西和賀町、西和賀町運営）
- 前沢インター工業団地（奥州市、奥州市土地開発公社運営）
- 大久保工業団地（一関市）
- 滝の里工業団地（陸前高田市、陸前高田市土地開発公社運営）
- 沢田工業団地（大船渡市、大船渡市運営）
- 中渡工業団地（八幡平市、八幡平市運営）
- 長内工業団地（久慈市、立地企業運営）
- 長部漁港水産加工団地（睦前高田市、岩手県運営）
- 田鎖工業団地（宮古市、立地企業運営）
- 田名部工業団地（山田町、立地企業運営）
- 藤原ふ頭工業団地（宮古市、岩手県運営）
- 二戸地区拠点工業団地（二戸市、岩手県土地開発公社運営）
- 八戸南部軽米IC工業団地（軽米町、軽米町運営）
- 八重畑工業団地（花巻市、花巻市運営）
- 板沢工業団地（遠野市、立地企業運営）
- 平田地区（釜石市、新日本製鐵株式会社運営）
- 平内工業団地（洋野町、立地企業運営）
- 保土沢工業団地（八幡平市、八幡平市運営）
- 本杉工業団地（奥州市、奥州市土地開発公社運営）
- 本町工業団地（久慈市、立地企業運営）
- 柾内工業団地（大槌町、大槌町運営）
- 落合工業団地（普代村、立地企業運営）

### 宮城県
- 仙台東部流通団地
- 仙台泉インターシティ（仙台市、鹿島建設株式会社運営）
- 泉パークタウン工業流通団地
- 仙台港背後地（仙台市・多賀城市、宮城県運営）
- しらかし台工業流通団地
- にっこり雇用促進団地（石巻市、石巻市運営）
- 石巻トゥモロービジネスタウン（石巻市、中小企業基盤整備機構運営）
- 石巻港工業団地（石巻市、東松島市、宮城県運営）
- グリーンタウンやもと（東松島市、株式会社小松製作所運営）
- ひびき工業団地（東松島市、東松島市運営）
- 石浜工業団地（女川町、女川町運営）
- 福岡深谷工業系用地（白石市、白石市土地開発公社運営）
- 愛島西部工業団地（名取市、五洋建設株式会社・有限会社一水社不動産部・ニューリアルプロパティ株式会社運営）
- 矢野目工業団地（岩沼市、宮城県土地開発公社運営）
- 川根工業系用地（大河原町、大河原町運営）
- 槻木工業系用地（柴田町、柴田町運営）
- 北川原山工業系用地（川崎町、民間運営）
- 山元中央工業系用地（山元町、山元町運営）
- 長沼工業系用地（登米市、登米市運営）
- 金成工業団地（栗原市、栗原市運営）
- 築館工業団地（栗原市、宮城県土地開発公社運営）
- 三橋工業系用地（栗原市、栗原市運営）
- 中小塩工業団地（大崎市、大崎市運営）
- 鶴田工業団地（大崎市、大崎市運営）
- 山谷工業系用地（大崎市、大崎市運営）
- 西豊田工業系用地（大崎市、大崎市運営）
- 上中目工業団地（大崎市、大崎市土地開発公社運営）
- 石田工業団地（大崎市、大崎市土地開発公社運営）
- 北原工業団地（大崎市、大崎市土地開発公社運営）
- 音無工業系用地（大崎市、大崎市土地開発公社運営）
- 南谷地工業系用地（大崎市、大崎市土地開発公社運営）
- 大原工業系用地（色麻町、色麻町運営）
- 黄金山工業系用地（涌谷町、涌谷町運営）
- 薔薇島工業系用地（涌谷町、涌谷町運営）
- 上桜木工業系用地（富谷市、戸田建設株式会社運営）
- 大和リサーチパーク（大和町、宮城県土地開発公社運営）
- 大和流通・工業団地（大和町、宮城県土地開発公社運営）
- 大和インター周辺流通（大和町、大和町大和インター周辺土地区画整備組合運営）
- 仙台北部中核工業団地（大和町・大衡村、宮城県土地開発公社、中小企業基盤整備機構営業協力団地）
- 第二仙台北部中核工業団地（大衡村、中小企業基盤整備機構営業協力団地、宮城県土地開発公社運営）
- 大衡工業団地（大衡村、宮城県土地開発公社運営）
- 川内流通工業団地（大郷町、株式会社おおさと地域振興公社運営）

### 秋田県
- 横手工業団地（横手市、横手市運営）
- 横手第二工業団地（横手市、秋田県運営）
- 柳田工業団地（横手市、横手市運営）
- 潟上市昭和工業団地
- 穀保町第一工業団地
- 三本扇工業団地（大仙市、大仙市運営）
- 鹿角工業団地（鹿角市、秋田県運営）
- 七曲臨空港工業団地（秋田市、秋田県運営）
- 七日市工業団地（北秋田市、北秋田市運営）
- 秋田港産業団地（北港背後地区、秋田市、秋田県運営）
- 秋田港新産業拠点A-BIZ区（秋田市、秋田県運営）
- 秋田市西部工業団地（秋田市、秋田市運営）
- 秋田市土崎港流通団地
- 秋田新都市工業団地（御所野ニュータウン内産業用地、都市再生機構、秋田県・秋田市共同運営）
- 昭和工業団地（潟上市、秋田県運営）
- 大館第二工業団地（大館市、秋田県運営）
- 花岡工業団地（大館市、大館市運営）
- 中沢工業団地（大仙市、大仙市土地開発公社運営）
- 東長野工業団地（大仙市、大仙市運営）
- 楢ノ木平工業団地（由利本荘市、由利本荘市運営）
- 二井田工業団地（大館市、大館市運営）
- 岩瀬工業団地（大館市、大館市運営）
- 羽貫谷地工業団（大館市、大館市運営）
- 小森山ミニ工業団地（大館市、大館市運営）
- 能代工業団地（能代市、秋田県運営）
- 福地工業団地（横手市、横手市運営）
- 北秋田大野台工業団地（北秋田市、秋田県運営）
- 北野目工業団地（大仙市、大仙市運営）
- 本荘工業団地（由利本荘市、秋田県運営）
- 八萩工業団地（横手市、横手市運営）

### 山形県
- 鳥海南工業団地（遊佐町、山形県運営）
- 酒田臨海工業団地（酒田市、山形県運営）
- 酒田京田西工業団地（酒田市、酒田市土地開発公社運営）
- 松山工業団地（酒田市、酒田市運営）
- 庄内臨空工業団地あまるめ（庄内町、庄内町土地開発公社運営）
- 庄内町工業団地たちかわ（庄内町、庄内町土地開発公社運営）
- みかわ産業用地（三川町、三川町土地開発公社運営）
- 鶴岡大山工業団地（鶴岡市、鶴岡市開発公社運営）
- 藤島南工業団地（鶴岡市、鶴岡市土地開発公社運営）
- 庄内南工業団地（鶴岡市、鶴岡市運営）
- 庄内あさひ産業団地（鶴岡市、鶴岡市運営）
- 新庄中核工業団地  (中小企業基盤整備機構）
- 福原工業団地（尾花沢市、尾花沢市土地開発公社運営）
- 花ノ木工業団地（河北町、河北町土地開発公社運営）
- 寒河江中央工業団地（寒河江市、寒河江市土地開発公社運営）
- 藤田工業団地（大江町、大江町土地開発公社運営）
- 西原工業団地（朝日町、西村山土地開発公社運営）
- 大森西工業団地（東根市、山形県運営）
- 荒谷西工業団地（天童市、天童市運営）
- 天童市清池工業団地（天童市）
- なかやま西部工業団地（中山町、中山町土地開発公社運営）
- 立谷川工業団地（山形市）
- 立谷川西工業団地（山形市）
- アルカディアソフトパーク山形（山形市、中小企業基盤整備機構運営）
- 西部工業団地（山形市）
- 山形市蔵王産業用地（山形市、山形市土地開発公社運営）
- 蔵王フロンティア工業団地（上山市、上山市運営）
- 蔵王の森工業団地（上山市）
- 上山工業団地（上山市）
- 上山市新北浦工業団地（上山市）
- かみのやま温泉インター産業団地（上山市）
- 蔵王みはらしの丘産業エリア（山形市・上山市）
- 長井北工業団地（長井市、長井市土地開発公社運営）
- 東山工業団地（飯豊町、飯豊町土地開発公社）
- 米沢オフィスアルカディア（米沢市、中小企業基盤整備機構運営）
- 米沢八幡原中核工業団地（米沢市、中小企業基盤整備機構運営）

### 福島県
浜通り地方
- いわき好間中核工業団地（旧地域振興整備公団）
- いわき四倉中核工業団地（いわき市、福島県、中小企業基盤整備機構運営）
- いわき中部工業用地（いわき市、いわき市土地開発公社運営）
- 駒ヶ嶺工業用地（新地町、新地町運営）
- 信田沢工業用地（南相馬市、南相馬市運営）
- 大熊西工業用地（大熊町、大熊町運営）
- 楢葉南工業用地（楢葉町、楢葉町運営）
- 飯舘村民グランド工業用地（飯舘村、飯舘村運営）
- 富岡工業用地（富岡町、富岡町運営）
- 双葉造成工業団地（双葉町、双葉町運営）
- 相馬港5号ふ頭（新地町、福島県、新地町運営）
- 相馬中核工業団地西地区（相馬市、中小企業基盤整備機構運営）
- 相馬中核工業団地東地区（相馬市・新地町、中小企業基盤整備機構運営）
- 相馬中核工業団地東地区X区画（新地町、新地町運営運営）
- 相馬南第二工業団地（相馬市、福島県農業振興公社運営）

中通り地方
- 泉崎村中核工業用地（泉崎村、泉崎村運営）
- 鶴庭工業用地（小野町、小野町運営）
- 川俣西部工業用地（川俣町、川俣町運営）
- 中山工業用地（川俣町、川俣町運営）
- 郡山ウエストソフトパーク（郡山市、中小企業基盤整備機構運営）
- 郡山西部第一工業用地（郡山市）
- 郡山西部第二工業用地（長橋地区含む、郡山市、郡山市開発公社運営）
- 郡山中央工業用地（郡山市、郡山市開発公社運営）
- 郡山流通業務団地（郡山市）
- 鮫川村越虫工業用地（鮫川村、鮫川村運営）
- 工業の森・新白河工業用地（白河市、福島県企業局運営）
- 新白河ビジネスパーク（白河市、福島県企業局運営）
- 堂山工業用地（白河市、白河市運営）
- 須賀川テクニカルリサーチガーデン（須賀川市、須賀川市運営）
- 見城坂工業用地（伊達市、伊達市運営）
- 棚倉第二工業用地（棚倉町、棚倉町運営）
- 田村西部工業用地（田村市・三春町、福島県企業局運営）
- ハイテク大山工業用地（天栄村、天栄村運営）
- 小沢工業用地（二本松市、二本松市運営）
- 八万館工業用地（二本松市、二本松市運営）
- 永田六丁目工業用地（二本松市、二本松市運営）
- 塙林間工業用地（塙町、塙町運営）
- 上名倉工業用地（福島市、福島地方土地開発公社運営）
- 佐倉西工業用地（福島市、福島地方土地開発公社運営）
- 瀬上工業用地（福島市、福島地方土地開発公社運営）
- 福島工業用地（福島市、福島地方土地開発公社運営）
- 松川工業用地（福島市、福島地方土地開発公社運営）
- 本宮市工業等団地（本宮市、本宮市運営）
- 矢吹テクノパーク（矢吹町、三菱マテリアル株式会社運営）

会津地方
- 会津若松市新工業用地（仮称、会津若松市、会津若松地方土地開発公社運営）
- 会津美里町高田工業用地（会津美里町、会津美里町運営）
- 会津美里町新鶴工業用地（会津美里町、会津美里町運営）
- 西会津工業用地（西会津町、西会津町運営）
- 熱塩加納工業用地（喜多方市、喜多方市運営）
- 会津喜多方中核工業団地造成事業（旧地域振興整備公団、福島県喜多方市松山町鳥見山地区及び同県耶麻郡熱塩加納村加納地区）

## 関東地方

### 茨城県
- 筑波南奥原工業団地（牛久市）
- 阿見東部工業団地（茨城県企業局 牛久市、阿見町）
- 茨城町中央工業団地（茨城町西インターチェンジ最寄）
- 土浦北工業団地（土浦市、都市再生機構）
- テクノパーク土浦北（土浦市）
- 神立工業団地（土浦市・かすみがうら市）
- 東筑波新治工業団地（土浦市）
- もりや工業団地（野木崎・大木地区工業団地、守谷市）
- 潮来工業団地（潮来市）
- つくばテクノパーク桜（つくば市）[1]
- つくばテクノパーク大穂（つくば市）[1]
- 手子生工業団地造成事業（つくば市）
- つくばの里工業団地（龍ケ崎市）
- 竜ヶ崎工業団地（龍ケ崎市、都市再生機構）
- 常総ニュータウン大生郷工業団地（常総市、都市再生機構）
- 常陸大宮市工業団地
- 岩井幸田工業団地（坂東市）
- 柏原工業団地（石岡市、都市再生機構）
- 中郷工業団地（茨城県企業局）

ひたちなか市
- 常陸那珂工業団地

古河市
- 丘里工業団地
- 北利根工業団地
- 配電盤茨城団地
- 古河名崎工業団地
- 坂間企業団地

日立市
- 伊師工業団地
- 日立中央流通団地

かすみがうら市
- 加茂工業団地

五霞町
- 川妻工業団地
- 大崎工業団地
- 土与部工業団地
- 押出工業団地
- 江川工業団地
- 幸主工業団地

### 栃木県
栃木県中東部（宇河・芳賀地区）
- 宇都宮工業団地（平出工業団地 宇都宮市）
- 宇都宮清原工業団地（宇都宮市）
- 瑞穂野工業団地（宇都宮市）
- インターパーク宇都宮南（宇都宮市、上三川町）
- テクノパークかみのかわ（上三川町）
- 石田工業団地（上三川町）
- かみのかわ工業団地（上三川町）
- 宇都宮テクノポリス地域/宇都宮テクノポリスセンター（芳賀工業団地、ソフトリサーチパーク情報の森とちぎ 宇都宮市、芳賀町、高根沢町）
- 芳賀工業団地（芳賀町）
- 芳賀・高根沢工業団地（芳賀町、高根沢町）
- 真岡商工タウン（真岡市）
- 大和田産業団地（真岡市）
- 真岡第一工業団地（真岡市）
- 真岡第二工業団地（真岡市）
- 真岡第三工業団地（真岡市）
- 真岡第四工業団地（真岡市）
- 真岡第五工業団地（真岡市）
- 寺内長田工業団地（都市再生機構、真岡市）
- 勝瓜工業団地（都市再生機構、真岡市）

栃木県北西部（上都賀地区）
- 鹿沼木工団地（鹿沼市）
- 鹿沼工業団地（鹿沼市）
- とちぎ流通センター（鹿沼市）
- 宇都宮西中核工業団地（鹿沼市、栃木市）
- 大日光(轟)工業団地（日光市）
- 日光産業団地（日光市）

栃木県南部（下都賀地区）
- 惣社東産業団地（栃木市）
- 皆川城内産業団地（栃木市）
- 大光寺工業団地（栃木市）
- 大平工業団地（栃木市）
- 大平みずほ企業団地（栃木市）
- 西前原工業団地（栃木市）
- 大平みずほ企業団地（栃木市）
- 大平工業団地（栃木市）
- 中根企業用地（栃木市）
- 宇都宮西中核工業団地（栃木市、鹿沼市）
- 小山工業団地（小山市）
- 小山東部工業団地（小山市）
- 小山南工業団地（小山市）
- 小山第二工業団地（小山市）
- 小山第三工業団地・小山流通工業団地（小山市）
- 小山外城工業団地（小山市）
- 小山梁工業団地（小山市）
- 野木東工業団地（野木町）
- 石橋第一工業団地（下野市）
- 石橋第二工業団地（下野市）
- 石橋第三工業団地（下野市）
- おもちゃ団地（壬生町）
- みぶ羽生田産業団地（壬生町）
- 思川西部産業団地（壬生町）

栃木県南西部（安足地区）
- 御厨工業団地（足利市）
- 西久保田工業団地（足利市）
- 足利インター・ビジネスパーク地区（足利市）
- 大月助戸工業団地（足利市）
- 久保田工業団地（足利市）
- 八坂工業団地（足利市）
- 羽刈工業団地（足利市）
- 荒金工業団地（足利市）
- 樺崎工業団地（足利市）
- 八坂第二工業団地（足利市）
- 毛野東部工業団地（足利市）
- あがた工業団地（足利市）
- 犬伏第一工業団地（佐野市）
- 佐野市羽田工業団地（佐野市）
- 佐野新都市佐野みかも台産業団地、佐野インター産業団地（佐野市）

栃木県北部（塩那地区）
- 中田原工業団地（大田原市）
- 野崎工業団地及び野崎第2工業団地西側地区（大田原市）
- 品川台工業団地（大田原市）
- 矢板南工業団地（矢板市）
- 喜連川工業団地（さくら市）
- 塩野崎地区の東那須産業団地（那須塩原市）

### 群馬県
群馬県中部（前橋・伊勢崎地区）
- 前橋市
  - 朝倉工業団地（朝倉町、下佐鳥町、亀里町）
  - 西善工業団地（西善町）
  - 東善・中内工業団地（東善町）
  - 中内第二工業団地（中内町）
  - 下川淵工業団地（下阿内町、新堀町：北関東自動車道前橋南ICに近接）
  - 力丸工業団地（力丸町：北関東自動車道前橋南ICに近接）
  - 芳賀西部工業団地（鳥取町、小神明町：上武道路に近接）
  - 芳賀東部・五代工業団地（五代町、小坂子町：上武道路に隣接）
  - 五代南部工業団地（五代町：上武道路に隣接）
  - 前橋一号工業団地（総社町総社、高井町一丁目：上越線群馬総社駅に近接）
  - 前橋二号工業団地（総社町一丁目、大渡町一・二丁目）
  - 前橋三号工業団地（鳥羽町、江田町：上越線新前橋駅、関越自動車道前橋IC、国道17号に隣接）
  - 東前橋工業団地（通称:木工団地 天川大島町、上大島町：両毛線前橋大島駅に隣接）
  - 泉沢工業団地（泉沢町、下大屋町）
  - 城南工業団地（西大室町、東大室町、飯土井町：上武道路に隣接）
  - 上増田工業団地（上増田町、笂井町：両毛線駒形駅、北関東自動車道駒形ICに近接）
  - 荒砥工業団地（神沢の森）
- 伊勢崎市
  - 三和工業団地（三和町：上武道路、北関東自動車道伊勢崎ICに隣接）
  - 伊勢崎佐波第一工業団地（日乃出町、三室町）
  - 八斗島工業団地（八斗島町、富塚町、長沼町：国道462号に隣接）
  - 伊勢崎南部工業団地（長沼町、飯島町）
  - 伊勢崎南部第二工業団地（飯島町）
  - 伊勢崎南部第三工業団地（下蓮町、国領町）
  - 名和工業団地（戸谷塚町）
  - 宮郷工業団地（田中町、東上之宮町：国道354号に隣接）
  - 赤堀・東・笠懸工業流通団地（間野谷町、国定町一丁目、桐生市笠懸町久宮）
  - 赤堀鹿島工業団地（香林町二丁目）
  - 香林工業団地（香林町二丁目）
  - 境上武工業団地（境上矢島、境下渕名：上武道路に隣接）
  - 境北部工業団地（境東新井）
- 玉村町
  - 東部工業団地（川井、箱石、上茂木）

群馬県西部（高崎・藤岡・富岡地区）
- 高崎市
  - 大八木工業団地（大八木町、小八木町）
  - 八幡工業団地（八幡町、剣崎町：信越線群馬八幡駅に隣接）
  - 八幡第二工業団地（上豊岡町）
  - 下大島・町屋工業団地（下大島町、町屋町）
  - 行力工業団地（行力町）
  - 浜川工業団地（浜川町）
  - 宿大類工業団地（宿大類町、矢島町）
  - 高崎複合産業団地（宿大類町、中大類町）
  - 阿久津工業団地（阿久津町）
  - 岩鼻西工業団地（栗崎町、台新田町、倉賀野町：国道17号に隣接）
  - 倉賀野工業団地（宮原町：国道17号に隣接）
  - 倉賀野東工業団地（倉賀野町：国道17号に近接）
  - 倉賀野大道南工業団地（倉賀野町）
  - 将軍塚工業団地（島野町、西横手町）
  - 将軍塚第二工業団地（西横手町、宿横手町）
  - 高崎東部工業団地（萩原町、西横手町）
  - 群南工業団地（島野町、元島名町、京目町：関越自動車道高崎ICに隣接）
  - 綿貫工業団地（綿貫町、下滝町：国道354号に隣接）
  - 八幡原工業団地（八幡原町）
  - 八幡原第二工業団地（八幡原町）
- 藤岡市
  - 藤岡北部工業団地（篠塚、森新田：上信越自動車道藤岡ICに近接）
  - 牛田工業団地（牛田）
  - 三本木工業団地（三本木）
  - 東平井工業団地（東平井、鮎川）
- 富岡市
  - 富岡工業団地（富岡：上信電鉄上信線東富岡駅、国道254号に隣接）
  - 田篠工業団地（田篠）
  - 富岡坂井工業団地（一ノ宮）
  - 富岡宇田工業団地（宇田）
  - 神農原工業団地（神農原）
  - 富岡藤木工業団地（藤木）
- 安中市
  - 安中工業団地（郷原：国道18号に近接）

群馬県北部（沼田・渋川・吾妻地区）
- 沼田市
  - 横塚・生品農村地域工業等導入地区（横塚町）
- 渋川市
  - 坂東工業団地（北橘町下箱田）
- 長野原町
  - 長野原向原団地（長野原：国道145号長野原バイパスに隣接）

群馬県東部（桐生・太田・館林地区）
- 桐生市
  - 境野工業団地（境野町七丁目）
  - 相生第一工業団地（相生町三・四丁目：わたらせ渓谷鐵道わたらせ渓谷線運動公園駅・国道122号に近接）
  - 相生第二工業団地（相生町三丁目：国道122号に近接）
  - 相生西工業団地（相生町四丁目：国道122号に近接）
  - 山上工業団地（新里町山上）
  - 新里芝工業団地（新里町山上）
  - 新里芝第二工業団地（新里町板橋）
  - 板橋上赤坂工業団地（新里町板橋、新里町赤城山：国道353号に隣接）
  - 武井工業団地（新里町小林、新里町武井、新里町野）
  - 桐生武井西工業団地（新里町小林、新里町武井）
  - 新川地区工業団地（新里町新川：国道353号に近接）
  - 赤堀・東・笠懸工業流通団地（笠懸町久宮、伊勢崎市間野谷町、国定町一丁目）
- 太田市
  - 太田工業団地（庄屋町）
  - 太田・大泉工業団地（朝日町、大泉町いずみ一丁目）
  - 西矢島工業団地（西矢島町：国道407号に隣接）
  - 東金井工業団地（東金井町：国道122号太田バイパスに近接）
  - 矢場川・植木野工業団地（植木野町）
  - 矢場工業団地（矢場町）
  - 新野工業団地（新野町)
  - 太田さくら工業団地（強戸町、緑町）
  - 太田西部工業団地（西新町：国道354号に隣接）
  - 太田沖野・上田島工業団地（沖野町、上田島町）
  - 別所工業団地（別所町）
  - 太田東部工業団地（東新町：国道50号桐生バイパスに隣接）
  - 太田リサーチパーク（吉沢町：国道50号桐生バイパスに隣接）
  - 尾島工業団地（世良田町、小角田町：東武伊勢崎線世良田駅・上武道路に隣接）
  - 尾島第二工業団地（世良田町：上武道路に隣接）
  - 新田東部工業団地（新田小金井町、脇屋町）
  - 新田中部地区工業団地（新田反町町、新田木崎町）
  - 市野倉地区工業団地（新田市野倉町）
  - 新田西部工業団地（新田早川町、新田下田中町：上武道路に隣接）
  - 新田北部工業団地（新田嘉祢町、新田大町、六千石町）
  - 藪塚工業団地（大原町）
- 館林市
  - 近藤工業団地（近藤町、邑楽町赤堀）
  - 館林東部工業団地（大島町）
  - 北部工業団地（下早川田町、大新田町）
  - 北部第二工業団地（大新田町）
  - 北部第三工業団地（下早川田町）
  - 鞍掛第一工業団地（野辺町、邑楽町赤堀）
- 板倉町
  - 板倉工業団地（大蔵）
  - 板倉ニュータウン産業用地（泉野二丁目）
  - 岩田流通団地（岩田：国道354号板倉バイパスに隣接）
- 明和町
  - 明和工業団地（大輪）
  - 明和第二工業団地（矢島：国道122号に近接）
  - 明和第三工業団地（大輪）
- 千代田町
  - 千代田工業団地（昭和）
  - 鞍掛第二工業団地（赤岩、舞木、邑楽町篠塚）
- 大泉町
  - 太田・大泉工業団地（いずみ一丁目、太田市朝日町：国道354号大泉邑楽バイパスに隣接）
  - 大利根工業団地（吉田）
- 邑楽町
  - 邑楽工業団地（新中野）
  - 近藤工業団地（赤堀、館林市近藤町）
  - 開拓工業団地（赤堀：国道354号に隣接）
  - 鞍掛第一工業団地（赤堀、館林市近藤町）
  - 鞍掛第二工業団地（篠塚、明和町赤岩、舞木）
  - 鞍掛第三工業団地（赤堀）

### 埼玉県
埼玉県企業局も参照。
さいたま市
- 岩槻工業団地
- 吉野原工業団地
- 浦和工業団地

川口市
- 新郷工業団地

草加市
- 草加工業団地
- 草加柿木フーズサイト

草加市、八潮市
- 草加八潮工業団地

川越市
- 川越工業団地
- 川越第二産業団地

川越市、狭山市
- 川越狭山工業団地

越谷市
- 越谷流通団地

吉川市、松伏町
- 東埼玉テクノポリス（埼玉県企業局）

上尾市
- 上尾坊山工業団地
- 上尾領家工業団地

蓮田市
- 蓮田清水工業団地

桶川市
- 桶川東部工業団地

坂戸市・鶴ヶ島市・川越市
- 富士見工業団地

坂戸市
- 坂戸ニューシティにっさい

東松山市
- 東松山葛袋産業団地

東松山市、滑川町
- 東松山工業団地

嵐山町
- 嵐山花見台工業団地

川島町
- 川島インター産業団地
- 川島工業団地
- 大沼工業団地

ときがわ町
- 玉川工業団地

飯能市・入間市
- 新光工業地域

入間市
- 武蔵工業団地
- 狭山台工業団地

杉戸町
- 杉戸屏風深輪産業団地（埼玉県企業局）

加須市
- 豊野台テクノタウン工業団地
- 加須・大利根工業団地（埼玉県企業局）
- 大利根豊野台工業団地
- 加須大利根工業団地
- 加須工業団地
- 加須川口工業団地
- 加須流通業務団地
- 加須下高柳工業団地
- 加須むさしの工業団地
- 騎西藤の台工業団地
- 騎西城南産業団地・菖蒲南部産業団地（埼玉県企業局）
- 加須IC東産業団地（埼玉県企業局）

久喜市
- 清久工業団地
- 久喜菖蒲工業団地
- 鷲宮工業団地
- 鷲宮産業団地
- ネクストコア清久

春日部市
- 豊野工業団地
- 南栄町工業団地

羽生市
- 羽生下川崎工業団地

幸手市
- 幸手工業団地

本庄市
- 早稲田リサーチパーク

寄居町
- 彩の国資源循環工場

美里町
- 寄居スマートIC美里産業団地

行田市
- 行田みなみ産業団地
- 富士見工業団地

熊谷市
- 熊谷工業団地（御稜威ヶ原工業団地）
- 上之工業団地
- 万吉工業団地
- 船木台工業団地
- 妻沼東部工業団地
- 妻沼西部工業団地

本庄市、上里町、神川町
- 児玉工業団地

深谷市
- 春日丘工業団地
- 深谷工業団地
- 深谷市東部工業団地

上里町
- 上里町大規模工業団地

秩父市
- 秩父みどりが丘工業団地

### 千葉県
- 千葉土気緑の森工業団地（千葉市緑区、千葉県土地開発公社）
- City&City　おゆみ野・ちはら台（千葉市・市原市、都市再生機構）
- 稲毛区北部内陸工業団地
- 美浜区新港地区工業団地
- 名洗港臨海工業団地（銚子市）
- 小浜工業団地（財団法人銚子市開発協会、千葉県開発公社）
- あさひ新産業パーク（旭市、千葉県土地開発公社）
- いすみ工業団地（いすみ市、千葉県企業庁）
- かずさアカデミアパーク（木更津市・君津市、千葉県他）
- 金田東かずさアクアシティ（木更津市、都市再生機構）
- ひかり工業団地（横芝光町、千葉県企業庁）
- 館山工業団地（館山市、千葉県企業庁）
- 浦安鉄鋼団地（浦安市）
- 潤井戸工業地（市原市、市原市と都市再生機構）
- 松崎工業団地（印西市、千葉県企業庁）
- 習志野市 芝園・茜浜工業地
- 東習志野工業団地（習志野市）
- 千葉ニュータウン工業地（船橋市・白井市・印西市、千葉県企業庁、都市再生機構）
- 千葉東テクノグリーンパーク（東金市、東金市、清水総合開発株式会社、鹿島建設株式会社、TCプロパティーズ株式会社）
- 袖ヶ浦椎の森工業団地 （袖ヶ浦市、千葉県企業庁　事業計画見直し中）
- 上高野工業団地（八千代市）
- 吉橋工業団地（八千代市）
- 八千代工業団地（八千代市）
- 白井工業団地（白井市）
- 柏サイエンスパーク（柏市、柏市営、柏インター（第一地区・第二地区）土地区画整理組合）
- 十余二工業団地（柏市）
- 東部根戸工業団地（柏市）
- 柏三勢工業団地（柏市）
- 柏機械金属工業団地（柏市）
- 根戸工業団地（柏市）
- 風早工業団地（柏市）
- 富津地区工業用地（富津市、千葉県企業庁）
- 富里臨空工業団地（富里市、大和ハウス工業株式会社）
- 南部地区新産業団地（酒々井町）
- 矢口工業団地（栄町）
- 成田新産業パーク（大栄物流団地）（成田市、財団法人千葉県まちづくり公社）
- 豊住工業団地（成田市）
- 大栄工業団地（成田市）
- 野毛平工業団地（成田市）
- 野田工業団地（野田市）
- 南部工業団地（野田市）
- 北部工業団地（野田市）
- 中里工業団地（野田市）
- 関宿はやま工業団地（野田市）
- 空港南部工業団地（芝山町）
- 塩浜 (市川市)一丁目から三丁目、市川市指定工業団地
- 北松戸工業団地（松戸市）
- 稔台工業団地（松戸市）
- 松飛台工業団地（松戸市）
- 複合研究都市「ちばリサーチパーク」（佐倉市、千葉市若葉区、三菱地所株式会社）
- 根郷地区工業団地（佐倉市）
- 船橋ハイテクパーク（船橋市）
- 船橋臨海工業団地
- 茂原工業団地(茂原市)
- 茂原にいはる工業団地(茂原市)

### 東京都
- 羽田鉄工団地（昭和島）
- 京浜島工業団地（京浜島）
- 城南島内の各工業団地（城南島）
- 京浜運河東側埋立地物流拠点（大田区）
- テクノタウン小松川（江戸川区）
- 平山工業団地（日野市）
- 多摩工業団地（日野市）
- 北八王子工業団地（八王子市）
- 八王子繊維工業団地（八王子市）
- 下恩方工業団地（八王子市）
- 美山工業団地（八王子市）
- 八王子ニュータウン工業地区（八王子市）
- 北野工業地区（八王子市）
- 狭間工業地区（八王子市）
- 東浅川準工業地区（八王子市）
- 戸吹工業地区（八王子市）
- 川口土地区画整理事業（八王子市）
- まちだテクノパーク（町田市）
- 昭島市工業団地（昭島市）
- 神明台工業団地（羽村市）
- 栄・緑ヶ丘工業団地（羽村市）
- 小峰工業団地（あきる野市）
- 屋城工業団地（あきる野市）
- 玉見ヶ崎工業団地（あきる野市）
- 菅生テクノヒルズ（あきる野市）
- 西東京工業団地 (青梅市)
- 三ッ原工業団地 (青梅市)
- 三吉野工業団地（日の出町）

### 神奈川県
- 京浜島工業団地（京浜島）
- 千代田リサーチパーク（横浜市神奈川区）
- 横浜金沢ハイテクセンター（横浜市金沢区、金沢工業団地）
- 横浜市白山ハイテクパーク（横浜市緑区）
- 横浜総合卸センター（横浜市瀬谷区卸本町）
- 横浜インナーパーク（横浜市瀬谷区北町）
- かわさきマイコンシティ（川崎市麻生区）
- 田名工業団地（相模原市中央区・緑区）
- 大山工業団地（相模原市緑区）
- 麻溝台工業団地（相模原市南区）
- 久里浜工業団地（横須賀市）
- 久里浜テクノパーク（横須賀市）
- 横須賀リサーチパーク（横須賀市）
- 三崎水産流通加工業務団地（三浦市、三浦市土地開発公社）
- 神奈川東八幡工業団地（平塚市）
- 平塚工業団地造成事業（平塚市）
- 内陸工業団地（厚木市、愛川町）
- 第一内陸工業団地造成土地区画整理事業（厚木市）
- 桐原工業団地（藤沢市）
- 藤沢工業団地（藤沢市）
- 内陸伊勢原工業団地（伊勢原市）
- 南足柄東部工業団地（南足柄市）
- グリーンテク中井（中井町）
- 山北産業プロジェクト平山地区（山北町、山北町土地開発公社）
- 山北産業プロジェクト丸山地区（山北町、三井造船)
- 小田原市西湘テクノパーク（鹿島建設、社間組）

## 中部地方

### 新潟県
- 新潟県中部産業団地「見附テクノ・ガーデンシティー」（見附市）
- 新潟県東部産業団地（阿賀野市、新潟県）
- 新潟県南部産業団地（上越市、新潟県）
- 新潟市東港工業団地（新潟市）
- 新潟中条中核工業団地（胎内市、中小企業基盤整備機構、新潟県）
- 阿賀町第二工業団地（阿賀町）
- 阿賀野市営西部工業団地（阿賀野市）
- 下五貫野企業団地造成事業（上越市土地開発公社）
- 魚沼市工業団地造成事業
- 県営新潟東港物流団地（新潟市、新潟県産業労働観光部産業立地課）
- 県営新潟東港工業地帯（聖籠町、新潟市、新潟県）
- 黒川工場団地（上越市、上越市）
- 黒川南工業団地（胎内市、胎内市）
- 今曽根工業団地（上越市）
- 坂井工業団地（胎内市、胎内市）
- 三和西部産業団地（上越市）
- 山北工業団地（村上市）
- 漆山企業団地（新潟市）
- 新井東部工場団地（妙高市、妙高市）
- 新発田市西部工業団地（新発田市）
- 水の郷工業団地（魚沼市）
- 西田中企業団地（上越市、上越市土地開発公社）
- 西部工業団地（小千谷市）
- 青海地域産業団地（糸魚川市）
- 川通工業団地（三条市）
- 村松工業団地（五泉市）
- 大潟工業団地（上越市）
- 中之島流通団地（長岡市）
- 長岡オフィス・アルカディア（長岡市、都市再生機構）
- 能生地域産業団地（糸魚川市）
- 柏崎フロンティアパーク（柏崎市、中小企業基盤整備機構）
- 白根北部第2工業団地（新潟市）
- 白山市工業団地造成事業
- 板倉北部工業団地（上越市）
- 姫川産業団地（糸魚川市）
- 保内工業団地（三条市）
- 北荷頃工業団地（長岡市）
- 本田上工業団地（田上町）
- 嵐南工業流通団地（三条市）
- 流通業務団地（上越市、上越市土地開発公社）
- 和田工業団地造成事業, （上越市土地開発公社)
- 和田第二企業団地（上越市、上越市土地開発公社）

### 富山県
- 金屋企業団地（富山市、富山市商工労働部）
- 中大久保企業団地（富山市、富山市大沢野町総合行政センター）
- 花崎・上大浦工業団地（富山市、富山市大山総合行政センター）
- 富山イノベーションパーク（富山市、中小企業基盤整備機構北陸支部、富山市婦中総合行政センター）
- 富山八尾中核工業団地（富山市、中小企業基盤整備機構北陸支部、富山市婦中総合行政センター、富山テクノポリス指定）
- 高岡オフィスパーク（高岡市、高岡市オフィスパーク、中小企業基盤整備機構北陸支部、高岡市商工労働部）
- 戸出工業団地（高岡市、高岡市開発公社）
- 中田工業団地（高岡市）
- 二塚企業団地（高岡市）
- 岩坪工業団地（高岡市）
- 二塚食品業務団地（高岡市）
- 四日市工業団地（高岡市）
- 中田上麻生工業団地（高岡市）
- 手洗野企業団地（高岡市、土地開発公社）
- 大滝工業団地（高岡市）
- 富山新港臨海工業用地（新湊市、富山県商工労働部)
- 七美工業団地（新湊市、新湊市産業建設部)
- 黒部市石田企業団地（黒部市、黒部市産業部)
- 小矢部フロンティアパーク（小矢部市、中小企業基盤整備機構北陸支部）
- 福光梅原南工業団地（南砺市、南砺市商工課）
- 花子田工業団地 （上市町広野新、上市町産業課）
- 小杉インターパーク （射水郡小杉町、小杉町産業振興課）
- 小杉町稲積リバーサイドパーク（射水郡小杉町、富山県商工労働部）
- 広上工業団地（射水郡大門町、大門町企画財政課）
- 大島町企業団地（射水郡大島町、大島町産業建設課）

### 石川県
- いしかわサイエンスパーク（能美市旭台地内、石川県土地開発公社財団法人石川県産業創出支援機構、サイエンスパークオフィス)
- 石川ソフトリサーチパーク （白山市 旧地域振興整備公団と旧松任市）
- 松任フロンティアパーク （白山市上小川町地内、中小企業基盤整備機構北陸支部、白山市産業部）
- 松任食品加工団地 （白山市宮永町、竹松町地内、白山市産業部、「頭脳立地法」に基づき、旧旧地域振興整備公団と松任市）
- かたつ工業団地 （金沢市北間町、須崎町、蚊爪町地内、金沢市経済部）
- 金沢テクノパーク （金沢市北陽台、金沢市経済部）
- 河原市地区（仮称）工業団地 （金沢市河原市町地内、金沢市経済部）
- いなほ地区工業団地 （金沢市福増町、中屋町地内、金沢市経済部）
- 安原異業種工業団地 （金沢市打木町東地内、金沢市経済部）
- 小松工業団地 （小松市工業団地一丁目、小松市経済部）
- 南部工業団地（串・額見地区、小松市串町工業団地、額見工業団地、小松市経済部）
- 輪島市臨空産業団地 （輪島市三井町三洲穂ろ一番地他、輪島市産業経済部）
- 正院農工業団地 （珠洲市、珠洲市商工観光課）
- 小塩辻工業団地 （加賀市小塩辻町南、加賀市商工課）
- 高松工業団地 （かほく市高松、かほく市産業建設部）
- 七尾市南部工業団地 （七尾市下町、七尾市産業部）
- 七尾港大田工業用地 （七尾市大田町、石川県土木部）
- 粟生工業団地 （能美市粟生町、能美市産業建設部）
- 能美市下清水工業用地 （能美市下清水町、能美市産業建設部）
- 山口町保留地分譲工業用地 （能美市山口町、能美市産業建設部）
- 美川インターパーク （白山市鹿島町、白山市美川支所）
- 旭山工業団地 （河北郡津幡町字旭山、津幡町商工観光課）
- 富田工業団地 （河北郡津幡町字冨田、津幡町商工観光課）
- 堀松工業団地 （羽咋郡志賀町字堀松、志賀町商工観光課）
- 能登中核工業団地 （羽咋郡志賀町字若葉台、中小企業基盤整備機構北陸支部、志賀町商工観光課）

### 福井県
- 若狭テクノバレー （遠敷郡上中町、旧地域振興整備公団と福井県）
- 高森工業団地 （大飯郡高浜町）
- 池ノ上工業団地 （越前市土地開発公社）
- テクノポート福井（福井市・坂井市、福井県）
- 古屋石塚テクノパーク（あわら市）
- 今立工業団地（越前市）
- 三十三産業用地（若狭町）
- 春日野工業団地（大野市）
- 松原産業団地（美浜町）
- 中野工業団地（大野市、大野市土地開発公社）
- 敦賀市産業団地（敦賀市）
- 敦賀西部工業団地（敦賀都市計画事業工業団地造成事業、福井県敦賀市、敦賀市）
- 福井県商工業団地（坂井市、福井県商工業団地協同組合）
- 福井市中央工業団地（福井市、福井市中央工業団地協同組合）
- 福井臨海工業団地（嶺北北部都市計画事業工業団地造成事業、福井県福井市・坂井市、福井県）
- 竜前企業団地（小浜市、小浜市土地開発公社）

### 山梨県
- 釜無工業団地（中巨摩郡昭和町）
- 山梨県食品工業団地（甲府市、中央市）
- 国母工業団地（甲府市、中央市  山梨県中巨摩郡昭和町 他 甲府都市計画事業工業団地造成事業、甲府地区開発事業団）
- 甲西工業団地（南アルプス市）
- 甲府南部工業団地（甲府都市計画事業工業団地造成事業、山梨県甲府市、甲府市営）
- 田富流通団地・山梨県流通センター（中巨摩郡田富町山之神）
- 山之神流通団地 (中央市)
- 山梨ビジネスパーク（中央市 山梨県土地開発公社・中小企業基盤整備機構)
- 市川三郷町大塚工業団地（市川三郷町 山梨県土地開発公社)
- 身延工業団地（身延町）

### 長野県
- 松本流通業務団地 （松本市）
- 松本臨空工業団地 （同上）
- 大久保工業団地（同上）
- 今泉南テクノヒルズ産業団地（塩尻市、塩尻市運営）
- 塩尻インター林間工業団地（塩尻市、塩尻市運営）
- 角前工業団地（塩尻市、塩尻市運営）
- 野村桔梗ケ原工業団地（塩尻市、塩尻市運営）
- 上田リサーチパーク（上田市、長野県営工業団地）
- あづみ野産業団地（安曇野市、安曇野市運営）
- インター小諸工業団地（小諸市、小諸市運営）
- インター須坂流通産業団地（須坂市、須坂市運営）
- インター東部流通団地（東御市、東御市運営）
- 阿智村産業用地（阿智村、阿智村運営）
- 宮田村工業団地造成事業（宮田村、宮田村運営）
- 伊那インター工業団地（伊那市、伊那市運営）
- 羽毛山工業団地（東御市、東御市）
- 下郷産業（物流）用地（上田市、上田市運営）
- 下平工業団地（駒ヶ根市、駒ヶ根市運営）
- 丸山工業団地（宮田村、宮田村運営）
- 戸狩工業団地（飯山市、飯山市運営）
- 佐久流通業務団地（佐久市、佐久市運営）
- 坂城インター工業団地（坂城町、坂城町運営）
- 三河田工場団地（佐久市、佐久市運営）
- 十二川原工業団地（佐久市、佐久市運営）
- 上ノ原工業団地（伊那市、伊那市運営）
- 上の原工業団地（駒ヶ根市、駒ヶ根市運営）
- 上川原工業団地（東御市、東御市運営）
- 上緑町工業団地（松川村、松川村土地開発公社）
- 新町工業団地（辰野町、辰野町運営）
- 神の倉工業団地（上田市、上田市運営）
- 帯無工業団地（箕輪町、箕輪町運営）
- 大萱産業適地（伊那市、伊那市運営）
- 中越工業地域（宮田村、宮田村運営）
- 長峰工業団地（飯山市、飯山市運営）
- 鳥居沢工業団地（伊那市、伊那市運営）
- 天龍峡エコファクトリーパーク（飯田市、飯田市運営）
- 東栄工業団地（飯山市、飯山市運営）
- 東原工業団地（伊那市、伊那市運営）
- 東洋紡績株式会社大町工場跡地（大町市、大町市、東洋紡績株式会社）
- 南原工業団地（箕輪町、箕輪運営町）
- 南信州あなん工業団地（阿南町、阿南町運営）
- 日滝原産業団地（須坂市・高山村、長野県）
- 八千穂インターインダストリアルパーク（佐久穂町、佐久穂運営町）
- 富原工業団地（富士見町、富士見町土地開発公社）
- 富士見高原インダストリアルパーク（富士見町、長野県）
- 福島工業団地（伊那市、伊那市運営）
- 北原工業団地（南箕輪村、南箕輪村運営）
- 綿内東山工業団地（長野市、長野市運営）
- 離山南工業団地（佐久市、佐久市運営）
- 六道原工業団地（伊那市、伊那市運営）

### 岐阜県
- 美濃テクノパーク （美濃市、岐阜県土地開発公社、美濃市経済部）
- テクノプラザ （各務原市、岐阜県土地開発公社、岐阜県新産業労働局）
  - テクノプラザ2期  （各務原市、岐阜県土地開発公社）
  - テクノプラザ3期 （各務原市、各務原市土地開発公社）
- 岐阜県金属工業団地　（各務原市、岐阜県金属工業団地協同組合）
- 各務原工業団地　（各務原市、各務原市土地開発公社）
- 各務原第2工業団地　（各務原市、各務原市土地開発公社）
- 各務東町工業団地　（各務原市、各務原市土地開発公社）
- 岐阜木材工業団地　（各務原市、岐阜木材工業団地協同組合）
- 各務原町7丁目工業団地　（各務原市、各務原市土地開発公社）
- 住工団地　（各務原市、北部土地区画整理組合）
- 大伊木工業団地　（各務原市、各務原市土地開発公社）
- 山崎工業団地　（各務原市）
- テックフォルテ各務原　（各務原市）
- フロンティア・リサーチパーク （多治見市東町地内、多治見市環境経済部)
- ユニチカ関ヶ原工場跡地 （関ケ原町、関ケ原町土地開発公社）
- 横野テクノパーク （郡上市）
- 屋井工業団地 （本巣市、本巣市土地開発公社）
- 可児市久々利工場用地 （可児市）
- 可児市兼山工場用地 （可児市兼山、株式会社ホーコク）
- ソフトピアジャパン （大垣市今宿、岐阜県土地開発公社）
- 関テクノハイランド （関市、岐阜県土地開発公社）
- 関市工業用地 （関市、加藤建材）
- 関市尾太工業用地 （関市）
- 旧神岡工業高校跡地 （飛騨市）
- 郡上市工場用地 （郡上市、日本毛織株式会社）
- 恵那テクノパーク （岐阜県）
  - 第2期恵那テクノパーク （恵那市）
  - 第3期恵那テクノパーク （恵那市）
- 恵那ニューエストパーク （恵那市、有限会社大井興産）
- 中津川中核工業団地　（中津川市）
- 勝光島工業団地 （郡上市、郡上市商工観光政策課）
- 岐阜流通センター （岐阜市柳津町流通センター）
- 神渕段之峰団地 （七宗町）
- 瑞浪クリエイション・パーク （瑞浪市山田町、中小企業基盤整備機構中部支部）
- グリーンテクノみたけ （御嵩町）
- 滝田工業団地 （加茂郡富加町滝田、富加町産業課）
- 長峰工業団地 （富加町、富加工業株式会社）
- 土岐アクアシルヴァ （土岐市、土岐アクアシルヴァ）
- 土岐プラズマリサーチパーク （土岐市土岐津町地内、都市再生機構中部支社、土岐市企画部・研究学園都市推進室）
- 土岐南テクノヒルズ （土岐市、土岐南テクノヒルズ開発株式会社）
- 美濃加茂蜂谷台 （美濃加茂市、美濃加茂市役所建設部）
- 富加町大平賀 （富加町、株式会社新東建設）
- 平芝工業団地 （御嵩町平芝、クマクラ工業株式会社）
- 北陸電気工業株式会社古川工場跡地 （飛騨市、北陸電気工業株式会社）
- 揖斐川工業株式会社跡地 （大野町、揖斐川工業株式会社）

### 静岡県
- 静岡機械金属工業団地（静岡市）
- 静岡家具工業団地（藤枝市）
- 牧之原中里工業団地造成事業（牧之原市）
- 掛川東部工業団地「エコポリス」（静岡県掛川市）
- 新エコポリス工業団地 新エコポリス第二期（掛川市、掛川市土地開発公社）
- 上土方工業団地（掛川市）
- 駒門工業団地（御殿場市）
- 焼津水産流通加工団地・焼津和田産業用地（焼津市、静岡県企業局）
- 浜北新都市工業用地（浜松市、都市再生機構）
- 御前崎港工業用地（御前崎市、民間）
- 富士宮北山工業団地（静岡県富士宮市  静岡県企業局)
- 富士御殿場工業団地（御殿場市、民間）
- 富士山フロント工業団地（富士市、富士総合開発株式会社）
- 富士山南陵工業団地（富士宮市、民間）
- 磐田五十子工場適地（磐田市、民間）
- 島田大津工業用地（島田市、静岡県企業局）
- 山科東工業団地（袋井市、袋井地域土地開発公社）
- 吉田町川尻工業用地（吉田町、静岡県（県有地））
- 吉田町住吉工業用地（吉田町、吉田町（県有地））
- 三島市三ツ谷工業団地（三島市、民間）

### 愛知県
- 穂ノ原工業団地（豊川市）
- せと赤津工業団地造成事業 （瀬戸市）
- テクノヒル名古屋 （名古屋市守山区、名古屋市市民経済局）
- 神野工業団地 （豊橋市、愛知県企業庁）
- 豊橋石巻西川工業団地 （豊橋市、愛知県企業庁）
- 豊橋若松工業団地 （豊橋市、愛知県企業庁）
- 豊橋リサーチパーク （豊橋市、豊橋市産業部）
- 水野準工団地 （瀬戸市、瀬戸市環境経済部）
- 春日井明知工業団地 （春日井市、愛知県企業庁）
- 衣浦臨海新川工業団地 （碧南市、愛知県企業庁）
- 衣浦14号地 （西尾市、愛知県企業庁）
- 刈谷大津崎工業団地 （刈谷市、愛知県企業庁）
- 豊田篠原「豊田グリーンテクノピア」 （豊田市、豊田市産業部）
- 豊田花本工業団地 （豊田市、愛知県企業庁）
- 萩原工業団地 （一宮市）
- 平和工業団地 （稲沢市、愛知県企業庁）
- 犬山高根洞工業団地 （犬山市、愛知県企業庁）
- 新城南部工業団地 （新城市、愛知県企業庁）
- 八名井工業団地 （新城市、新城市経済環境部）
- 豊明市新左山工業団地 （豊明市、豊明市経済建設部）
- 田原工業団地 （田原市、愛知県企業庁）
- 田原浦鬼塚工業団地 （田原市、愛知県企業庁）
- 岡崎東部工業団地 （岡崎市、愛知県企業庁）
- 額田南部工業団地 （岡崎市、愛知県企業庁）
- 阿知和工業団地 （岡崎市、岡崎市経済振興部）
- 三好黒笹工業団地 （みよし市、愛知県企業庁）
- 御津2区工業団地 （豊川市、愛知県企業庁）
- 新江工業団地 （大府市）
- 大府市鉄工団地 （大府市）
- 木の山工業区 （大府市）

### 三重県
- 亀山関テクノヒルズ（亀山市）
- 大安工業団地 （いなべ市）
- 多度工業団地 （桑名市）
- 安濃工業団地
- 内多工業団地
- 中勢北部サイエンスシティ産業・流通ゾーン （津市、津市サイエンスシティ推進課）
- 中勢北部サイエンスシティ津オフィスアルカディアゾーン （津市、中小企業基盤整備機構中部支部）
- あがた栄工業団地 （四日市市、四日市市商工課）
- 鈴鹿山麓リサーチパーク （四日市市、四日市市商工課）
- 南小松工業団地 （四日市市、四日市市商工課）
- 四日市ハイテク工業団地 （四日市市、四日市市商工課）
- 神薗工業団地 （伊勢市、伊勢市産業部)
- 松阪中核工業団地 （松阪市、中小企業基盤整備機構中部支部、松阪市企業立地推進室）
- 桑名ビジネスリサーチパーク （桑名市播磨特定土地区画整理事業内、都市再生機構中部支社、桑名市産業振興部商工観光課）
- 伊船工業団地 （鈴鹿市、鈴鹿市土地開発公社）
- 滝ノ原工業団地 （名張市、名張市産業部）
- 松尾工業団地, 第2期工業団地 （鳥羽市、鳥羽市開発公社）
- ニューファクトリーひさい （津市、三重県土地開発公社、津市産業政策振興課）
- 東山工業団地 （いなべ市、いなべ市企画課）
- 藤原工業団地 （いなべ市、いなべ市企画課）
- ゆめポリス伊賀クリエイトランド （伊賀市、都市再生機構上野営業所、伊賀市上野支所）
- 安濃工業団地 （津市安濃町）
- 沖田工業団地 （度会郡南伊勢町）
- 小松原工業団地 （北牟婁郡紀北町）
- 井内工業団地 （南牟婁郡紀宝町、紀宝町行政推進室）
- 多気クリスタル工業ゾーン（多気郡多気町）

## 近畿地方

### 滋賀県
- 長浜サイエンスパーク（長浜市）
- 長浜米原南工業団地（彦根都市計画事業工業団地造成事業、滋賀県米原市、米原市）
- 近江水口テクノパーク（甲賀市）
- 近江水口第2テクノパーク（甲賀市、都市再生機構）
- 甲南フロンティアパーク（甲賀市、中小企業基盤整備機構）
- 滋賀竜王工業団地 (滋賀県竜王町、滋賀県土地開発公社)
- 琵琶湖東部中核工業団地
- 柏原東部工業地（米原市、米原市）
- 八田サテライトパーク（甲賀市、西村建設株式会社）
- 寺尻工業地（日野町）
- びわこサイエンスパーク（大津市、都市再生機構）
- 湖南工業団地（湖南市）

### 京都府
- 長田野工業団地アネックス京都三和（京都北部中核工業団地、中小企業基盤整備機構)
- 京都リサーチパーク 京都市下京区
- 綾部工業団地（京都府綾部市とよさか町、城山町  綾部都市計画事業工業団地造成事業、京都府）
- 綾部市工業団地（同上桜ヶ丘）
- 森本工業団地　(大宮町森本地区　c00ggw3001.city.kyotango.kyoto.jp/)
- 平工業団地（京都府舞鶴市）
- 舞鶴国際臨海工業団地（同上）
- 倉谷工業団地（同上）
- 小倉工業団地（同上）
- 喜多工業団地（同上）
- 久世工業団地（京都府京都市南区）
- 清水焼団地（京都府京都市山科区）
- 長田野工業団地（京都府福知山市  福知山都市計画事業工業団地造成事業、京都府）
- 久御山工業団地（京都府久世郡久御山町）
- 八幡市上津屋工業団地（京都府八幡市）
- 八幡市岩田工業団地（京都府八幡市）
- 宇治田原工業団地（京都府綴喜郡宇治田原町）

### 大阪府
- 此花工業団地（大阪市此花区）
- 大阪工業団地（大阪市西淀川区）
- 大阪南港鉄工団地（大阪市住之江区）
- 大阪南港ネジ工業団地（大阪市住之江区）
- 堺市化学工業団地（堺市西区）
- 堺機械金属団地（堺市西区）
- 堺鉄工団地（堺市西区）
- 堺刃物工具団地（堺市西区）
- 堺臨海工業団地（堺市西区）
- ジャパンインテリア工業団地（堺市西区）
- 日本敷物団地（堺市南区）
- 大阪木材工場団地（堺市美原区）
- 南大阪家具団地（堺市美原区）
- 大阪鉄工金属団地（岸和田市）
- 岸和田工業センター（岸和田市）
- 二色の浜産業団地（貝塚市）
- 大阪紳士服団地（枚方市）
- 枚方家具団地（枚方市）
- 枚方企業団地（枚方市）
- 枚方工業団地（枚方市）
- 枚方東部企業団地（枚方市）
- 大阪印刷団地（八尾市）
- 大阪菓子工業団地（八尾市）
- 泉佐野食品コンビナート（泉佐野市、大阪府環境農林水産部）
- 大阪富田林工業団地（富田林市）
- 南大阪工業団地（富田林市）
- 河内長野工業団地（河内長野市）
- 大阪婦人子供服団地（和泉市）
- テクノステージ和泉（和泉市）
- 大阪柏原企業団地（柏原市）
- 北部柏原工業団地（柏原市）
- 泉北工業団地（高石市）
- 阪南スカイタウン特定業務施設地区（阪南市 大阪府住宅まちづくり部）

### 兵庫県
- 阪神流通センター（西宮市）
- 武庫川団地・鳴尾浜（流通団地）
- 北摂三田テクノパーク(兵庫県三田市)
  - 神戸三田国際公園都市北摂三田テクノパーク工業団地（兵庫県神戸市北区、兵庫県三田市  阪神間都市計画事業工業団地造成事業、都市再生機構）
  - ニュー三田インダストリアルパーク（三田市、谷水総合開発）
  - フラワータウン施設用地（三田市、兵庫県企業庁）
- 神戸サイエンスパーク（神戸市、神戸市営）
- 神戸複合産業団地（神戸市、神戸市営）
  - 神戸テクノ・ロジスティックパーク製造工場用地
  - 神戸テクノ・ロジスティックパーク複合機能用地
  - 神戸テクノ・ロジスティックパーク流通業務施設用地
- 神戸リサーチパーク赤松台工業団地（兵庫県神戸市)
- 神戸リサーチパーク赤松台第三地（神戸市、都市再生機構）
- 西神地区工業団地（神戸国際港都建設計画工業団地造成事業、兵庫県神戸市、神戸市営）
- 阪神インダストリアルパーク・西神第2工業団地神戸ハイテクパーク（神戸国際港都建設計画工業団地造成事業、兵庫県神戸市、神戸市営）
- 西神第3地区工業団地（神戸国際港都建設計画工業団地造成事業、兵庫県神戸市、神戸市営）
- ポートアイランド第2期業務施設用地（神戸市、神戸市営）
- ポートアイランド第2期処分緑地（神戸市、神戸市営）
- ポートアイランド第2期製造工場用地（神戸市、神戸市営）
- 神戸空港工業地（神戸市、神戸市営）
- ひょうご情報公園都市産業用地（三木市、兵庫県企業庁）
- 三木工場公園（兵庫県三木市別所町巴）
- 匠台（兵庫県小野市）
- 氷上工業団地（丹波市、社団法人兵庫みどり公社）
- ひょうご東条ニュータウンインターパーク工業地（加東市、都市再生機構）
- 加西東産業団地（加西市、兵庫県土地開発公社）
- 加西南産業団地（加西市、兵庫県土地開発公社）
- 広畑臨海産業団地（姫路市広畑区、新日本製鐵）
- 高砂工業公園（高砂市、高砂市土地開発公社）
- 豊岡鞄団地 （豊岡市、協同組合豊岡鞄工業センター）
- 三方東部工業団地（豊岡市、豊岡市営）
- 上郡町山野里工業団地（上郡町、上郡町営）
- 西浜工業団地旭硝子用地（赤穂市、旭硝子株式会社）
- 西浜工業団地港地所用地（赤穂市、港地所株式会社）
- 赤穂磯産業団地（赤穂市、赤穂市土地開発公社）
- 滝野工業団地（第2地区、加東市、加東市営）
- 潮芦屋浜地区業務系用地（芦屋市、兵庫県企業庁）
- 津名佐野地区産業用地（淡路市、兵庫県企業庁）
- 津名志筑地区産業用地（淡路市、兵庫県企業庁）
- 津名生穂地区産業用地（淡路市、兵庫県企業庁）
- 南あわじ市企業団地（南あわじ市、南あわじ市営）
- 尼崎臨海地区企業団地（尼崎市、兵庫県企業庁・尼崎市）
- 播磨科学公園都市一般産業用地（たつの市・上郡町・佐用町、兵庫県企業庁）
- 播磨科学公園都市研究開発産業用地（たつの市・上郡町・佐用町、兵庫県企業庁）
- 播磨龍野企業団地（たつの市、たつの市土地開発公社）
- 福崎町東部工業団地（福崎町、株式会社阪神住建）
- 兵庫・神崎工業団地（神河町、神河町営）

### 奈良県
- 昭和工業団地（大和郡山市）
- 都祁・針工業団地（奈良市）
- テクノパークなら（五條市）
- 北宇智工業団地
- 天理福住工業団地
- 北田原工業団地（生駒市）
- 千代産業用地
- 御所工業団地（御所市、中和ホールディングス株式会社）
- インテリジェンス用地五條（五條市、奈良県土地開発公社）
- 高山サイエンスタウン（生駒市、奈良県土地開発公社）
- 花吉野ガーデンヒルズ（大淀町、近鉄不動産住宅株式会社）
- 北宇智工業団地（五條市、大和ハウス工業株式会社）
- 名阪小倉工業団地（奈良市）

### 和歌山県
- 妙寺北部企業団地（かつらぎ町、かつらぎ町土地開発公社）
- 西浜工業団地（和歌山市、和歌山県）
- 雑賀崎工業団地（和歌山市、和歌山県）
- コスモパーク加太（和歌山市、和歌山県土地開発公社）
- 北勢田（紀の川市）
  - 北勢田第二工業団地（和歌山県土地開発公社）
  - 北勢田ハイテクパーク（和歌山県土地開発公社）
- 紀北橋本エコヒルズ（橋本市）
  - 南海・林間田園都市「小峰台」（南海電気鉄道株式会社）
  - 紀ノ光台（独立行政法人都市再生機構）
  - 紀ノ光台Sゾーン（橋本市）
- 玄子工業団地（日高川町、日高川町）
- 蛇尾工業団地（日高川町、日高川町土地開発公社）
- 南山工業団地（日高川町、日高川町）
- 日高港工業団地（御坊市、和歌山県）
- 御坊工業団地（御坊市、和歌山県）
- 城山台企業団地（田辺市、田辺市土地開発公社）
- 新宮港第二期工業用地（新宮市、新宮市土地開発公社）

## 中国地方

### 鳥取県
- 新津ノ井工業団地（鳥取県鳥取市）
- 米子流通業務団地（鳥取県米子市）
- 米子崎津地区中核工業団地（同上）
- 境港竹内工業団地（鳥取県境港市）
- 境港西工業団地（同上）
- 西倉吉工業団地（鳥取県倉吉市）
- 大山正面工業団地（鳥取県伯耆町）
- 大平原工業団地（同上）
- 岸本工業団地（同上）
- リゾートセンター大原地区工業団地（同上）
- 山上工業団地（鳥取県八頭町）
- 林之峯1工業団地（鳥取県大山町）
- 林之峯3工業団地（同上）
- 稲場工業団地（鳥取県北栄町）
- 青木工業団地（同上）
- 中管工業団地（鳥取県日野町）
- 太田工業団地（鳥取県岩美町）
- 小江尾工業団地（鳥取県江府町）
- 智頭テクノパーク（鳥取県智頭町）

### 島根県
- ソフトビジネスパーク島根（松江市）
- 松江湖南テクノパーク（同上）
- 意宇ランドパーク（同上）
- 東出雲工業団地（同上）
- 内陸工業団地（同上）
- 江島工業団地（同上）
- 朝日ヒルズ（同上）
- 出雲長浜中核（出雲市）
- 出雲市東部（同上）
- 河下港臨海（小津）（同上）
- 斐川中央（同上）
- 江津（島根県江津市）
- 江津港臨海（渡津）（同上）
- 浜田港臨海（福井）（浜田市）
- 三隅港臨港（同上）
- 石見臨空ファクトリーパーク（益田市）
- 波根地区（大田市）
- 西郷港臨海（飯田）工業団地（隠岐郡隠岐の島町）
- 仁多町工業団地造成（仁多郡仁多町）
- 堅田工業団地（仁多郡奥出雲町）

### 岡山県
- 岡山リサーチパーク（岡山市）
- 水島港玉島地区玉島ハーバーアイランド（倉敷市）
- 久米産業団地（津山市）
- 津山総合流通センター（同上）
- 新見工業団地（新見市）
- 上市工業団地造成事業 （同上）
- 笠岡港（港町地区）工業用地（笠岡市）
- 日生町浜山干拓（備前市）
- 成羽工業団地（高梁市）
- 美作市・作東産業団地（美作市）
- 真庭産業団地（真庭市）
- 吉備高原都市産業区（吉備中央町）
- 東山工業団地（奈義町）
- 新勝央中核工業団地（勝央町、中小企業基盤整備機構）
- テクノパーク総社（総社市)
- 浅口工業団地（浅口市）

### 広島県
- 西風新都（広島市）
- 商工センター（同上）
- 広島金属工業協同組合（同上）
- 福山北産業団地（福山市）
- 新市工業団地（同上）
- 鞆鉄鋼団地（同上）
- 阿賀マリノポリス地区（呉市）
- 安浦産業団地（同上）
- 河内臨空団地（東広島市）
- テクノタウン東広島（同上）
- 志和流通団地（同上）
- 三原西部工業団地（惣定地区）（三原市）
- 久井工業団地（同上）
- 吉田工業団地（安芸高田市）
- 大和工業団地（同上）
- 佐伯工業団地（廿日市市）
- 大竹中央工業団地（大竹市）
- 庄原工業団地（庄原市）
- 竹原工業・流通団地（竹原市）
- ベイタウン尾道（尾道市）
- 千代田工業・流通団地（北広島町）
- 大朝工業団地（同上）
- 東部流通団地（海田町）

### 山口県
- 山口テクノパーク（山口市・宇部市、中小企業基盤整備機構)
- 朝田流通団地 （山口市）
- 山口テクノ第2団地（同上）
- 山口物流産業団地（同上）
- 鋳銭司団地（同上、中小企業基盤整備機構)
- 宇部テクノパーク（宇部市）
- 宇部新都市（テクノセンター）（同上）
- 宇部臨空頭脳パーク（同上、中小企業基盤整備機構）
- 小野田・楠企業団地（山陽小野田市・宇部市）
- 新山野井団地（山陽小野田市）
- 東沖ファクトリーパーク（同上）
- 米光企業団地（周南市）
- 麻生団地（萩市）
- テクノポート周東（岩国市）
- 美祢テクノパーク（美祢市）
- リーディングプラザ十文字（同上）
- ひかりソフトパーク（光市）
- 西長門団地（下関市）
- 豊東工業団地（同上）
- 長府扇町工業団地（同上）

## 四国地方

### 徳島県
- 徳島工業団地（徳島県徳島市）
- 西長峰工業団地 (徳島県企業局、阿波市阿波町)
- マリンピア沖洲流通団地 (徳島県徳島市)
- 平石流通団地 (徳島県徳島市川内町)
- ソフトパーク・いたの（板野町営）
- ハイテクランド徳島（徳島市営）
- なるとソフトノミックスパーク（鳴門市営）
- わじき工業団地（那賀町営）
- 第2小山北工業団地（つるぎ町営）
- 応神町応神産業団地

### 香川県
- 番の州臨海工業団地（香川県坂出市）
- 原下工業団地 (香川県三豊市高瀬町上麻 三豊市土地開発公社)
- 大内団地（東かがわ市、東かがわ市土地開発公社）
- 林田・阿河浜地区臨海団地（坂出市、坂出市）
- 高松東ファクトリーパーク（さぬき市、三木町、香川県）
- 鵜部工業団地（さぬき市、さぬき市）

### 愛媛県
- 西条市臨海工業団地（愛媛県西条市）
- 西条臨海1,2号地地区工業用地（西条市）
- 船屋地区工業用地（西条市）
- 港新地地区工業用地（西条市）
- 樋之口地区工業用地（西条市）
- 北条地区工業用地（西条市）
- 今在家地区工業用地（西条市）
- 向田地区工業用地（西条市）
- 新宮地区工業用地（西条市）
- 高木地区工業用地（西条市）
- 永長地区工業用地（宇和地区工業用地、西予市）
- 蔵貫浦地区工業用地（三浦地区工業用地、西予市）
- 東予インダストリアルパーク（西条市、愛媛県公営企業管理局）
- 今治新都市クリエイティブヒルズ（愛媛県今治市、都市再生機構）
- 富田地区臨海工業団地（同上）
- 坂下津産業団地（予科練跡、愛媛県宇和島市）
- 東温エコの森工業団地（東温市）
- 松山港外港地区埋立地（松山市、愛媛県）
- 広見地区工業用地（鬼北町、鬼北町地区工業用地、一部民間）
- 垣生地区工業用地（松山市）
- 北川原地区工業用地（松前町）
- 拾町・重光・八倉地区工業用地（砥部町）
- 菅生・北村地区工業用地（久万高原町、久万高原町）
- 晴海地区工業用地（大洲市）
- 東大洲地区工業用地（大洲市）
- 南久米地区工業用地（大洲市）
- 四国中央市東部臨海地区工業用地（四国中央市、四国中央市）
- 拓海地区工業用地（大洲市）
- 長崎地区工業用地（愛南町、愛南町）
- 近永地区工業用地（鬼北町、鬼北町土地開発公社）

### 高知県
- 高知西南中核工業団地 (宿毛市. 旧地域振興整備公団)

## 九州・沖縄地方

### 福岡県
- アイランドシティみなとづくりエリア（福岡市、福岡市運営）
- 香椎パークポート（福岡市、福岡市運営）
- 福岡ソフトリサーチパーク（福岡市）
- マリナクロス新門司（新門司2期臨海造成地）（北九州市、北九州市運営）
- サイエンスパーク（北九州市、北九州市、北九州市土地開発公社）
- 北九州テクノパーク、北九州テクノパーク八幡西（北九州市、北九州市、北九州市土地開発公社）
- 響灘臨海工業団地（北九州市、北九州市運営）
- ひびきポートランド（北九州市、ひびき難開発）
- 北九州臨空産業団地（北九州市）
- 久留米ビジネスパーク（久留米市、中小企業基盤整備機構）
- 久留米・広川新産業団地（久留米市・広川町、久留米市開発公社）
- 吉本工業団地（久留米市）
- 大牟田テクノパーク（大牟田市、中小企業基盤整備機構）
- 大牟田エコタウン（大牟田市）
- 飯塚リサーチパーク（飯塚市）
- 鯰田工業団地（飯塚市）
- 上頓野工業用地（直方市、直方市運営）
- 前原北部地区泊カツラギ研究団地（前原市、前原市土地開発公社）
- 宮田工業団地（宮若市）
- 磯光工業用地（宮若市、福岡県運営）
- むなかたリサーチパーク （宗像市、宗像市土地開発公社）
- 白鳥工業用地（田川市、旧地域振興整備公団）
- 林田工業用地（朝倉市、朝倉市土地開発公社）
- 三春工業用地（うきは市、うきは市土地開発公社）
- 今福工業用地（八女市、八女市土地開発公社）
- 稲童工業用地（行橋市、行橋市土地開発公社）
- 金山インダストリー（糸田町、糸田町運営）
- 高家工業用地（遠賀町、遠賀町運営）
- 小竹団地（小竹町、中小企業基盤整備機構）
- 天道工業用地（桂川町、桂川町運営）
- 東田原工業用地（川崎町、川崎町運営）
- 三井号四郎工業用地（川崎町、川崎町運営）
- 苅田臨空産業団地（苅田町、福岡県運営）
- 白石工業用地（苅田町、福岡県運営）
- 松山工業用地（苅田町、福岡県運営）
- 湊工業用地（築上町、築上町運営）
- 下楠田工業用地（みやま市、みやま市運営）
- 広川中核工業団地（八女郡広川町、旧地域振興整備公団）
- 外山工業用地（赤村、赤村運営）

### 佐賀県
- 佐賀東部中核工業団地（杵島郡北方町、旧地域振興整備公団運営）
- 鳥栖北部丘陵新都市鳥栖地区（鳥栖市、都市再生機構運営）
- 鳥栖北部丘陵新都市鳥栖地区テクノセンター用地（鳥栖市、佐賀県運営）
- グリーン・ロジスティクス・パーク鳥栖（鳥栖市、佐賀県運営）
- 香田工業団地（みやき町、みやき町運営）
- 武雄工業用地（武雄市、佐賀県土地開発公社運営）
- 多久北部工業用地（多久市、多久市土地開発公社運営）
- 谷田工業用地（鹿島市、鹿島市運営）
- 七ッ島工業用地（伊万里市、佐賀県運営）

### 長崎県
- 諫早中核工業団地（諫早市、旧地域振興整備公団）
- 諫早流通産業団地（諫早市、諫早市運営）
- 大村ハイテクパーク（大村市）
- 佐世保テクノパーク（佐世保市）
- オフィスパーク大村 （中小企業基盤整備機構)
- 東そのぎグリーンテクノパーク（東彼杵町、長崎県土地開発公社）
- 吾妻工業団地（雲仙市、長崎県土地開発公社）
- 神ノ島工業団地（長崎市、長崎県運営）
- 平戸下中野工業団地（平戸市、平戸市運営）
- 小江工業団地（長崎市、長崎県営）
- 今福工業団地（松浦市、松浦市運営）
- 福島平野工業団地（松浦市、松浦市運営）
- 平戸東中山工業団地（平戸市、平戸市運営）
- 赤木工業団地（東彼杵町、東彼杵町運営）
- 三重工業団地（長崎市、長崎県営）
- 針尾工業団地
- 迎紐差工業団地（平戸市、平戸市運営）
- 佐々工場団地（神田）（佐々町、佐々町運営）
- 佐世保ニューテクノパーク（佐世保市、長崎県土地開発公社）

### 熊本県
- 北部工業団地（熊本市）
- 熊本コスモ工業団地（熊本市）
- 熊本港臨海用地（熊本市）
- 富合工業団地（熊本市）
- フードパル熊本（熊本市）
- 熊本流通団地（熊本市）
- 城南工業団地（熊本市）
- 熊本テクノリサーチパーク（上益城郡益城町）
- 熊本南工業団地（上益城郡嘉島町）
- 白岩産業団地（上益城郡御船町）
- セミコンテクノパーク（合志市）
- 蓬原工業団地（合志市）
- 合志工業団地（合志市）
- 栄工業団地（合志市）
- 水野北工業団地（荒尾市）
- 荒尾産業団地（同上、中小企業基盤整備機構）
- 田島工業団地（菊池市）
- 熊本中核工業団地（菊池郡大津町）
- 八代外港工業団地（八代市）
- 津奈木工業団地（芦北郡津奈木町）
- 倉谷工業団地（津奈木町）
- 倉岳工業団地（天草市）

### 大分県
- NEOテクノFUKIの里（大分北部中核工業団地、中小企業基盤整備機構、大分県土地開発公社運営）
- 石井工業団地（日田市、日田市土地開発公社運営）
- 下堅田工場用地（佐伯市、佐伯市土地開発公社運営）
- 速見インター工業団地（杵築市、杵築市土地開発公社運営）
- 上ノ原工場用地（宇佐市、宇佐市土地開発公社運営）
- 大分インテリジェントタウン（大分市、中小企業基盤整備機構、大分県土地開発公社運営）
- 別府リサーチヒル（別府市、別府市土地開発公社運営）
- 玖珠工業団地（玖珠町、大分県土地開発公社運営）
- 女島工場用地（佐伯市、民間の運営）
- 大分臨海工業地帯6号地地区（大分市、大分県運営）
- 大分流通業務団地（大分市、大分県運営）
- ウッドコンビナート（日田市、日田市土地開発公社運営）
- 小ヶ瀬工場用地（日田市、民間の運営）
- 野津東部工場用地（臼杵市、臼杵市運営）
- 穴井迫工場用地（竹田市、民間の運営）
- 蜷木工場用地（宇佐市、民間の運営）
- 浜磯工場用地（豊後高田市、豊後高田市土地開発公社運営）
- 尾永井工場用地（宇佐市、宇佐市土地開発公社運営）
- 山本工場用地（宇佐市、民間の運営）
- 門前工場用地（佐伯市、佐伯市運営）
- 藤原工場用地（日出町、民間の運営）
- 三尺工場用地（日出町、民間の運営）
- 小原工場用地（国東市、国東市運営）

### 宮崎県
宮崎市
- 宮崎テクノリサーチパーク
- 宮崎ハイテク工業用地
- 倉岡ニュータウン業務用地
- 田野町西工業用地
- 石崎工業用地
- 宮崎学園都市ハイテクパーク

都城市
- 高木工業用地
- 石山工業用地
- 第2高城工業用地

延岡市
- クレアパーク延岡第1工区
- クレアパーク延岡第2工区

日南市
- 吉野方工業用地
- 日高嶋工業用地

小林市
- 平川工業用地

日向市
- 細島4区工業用地

串間市
- 上ノ城工業用地

綾町
- 宮原工業用地

高原町
- 宮崎フリーウェイ

川南町
- 塩付工業用地

門川町
- 竹名工業用地

### 鹿児島県
- 国分上野原テクノパーク（霧島市、鹿児島県地域振興公社運営）
- 田上流通団地（鹿児島市）
- シーフロントくしきの（西薩中核工業団地、いちき串木野市、中小企業基盤整備機構）
- 枕崎市別府工場適地（枕崎市、枕崎市運営）
- 西牧之原工業団地（霧島市、霧島市都市開発公社運営）
- 亀原工業団地（日置市、日置市運営）
- 桑原城工業団地（阿久根市、阿久根市土地開発公社運営）
- 枕崎市臨空工業団地（枕崎市、枕崎市土地開発公社運営）
- 新西方工業団地（指宿市、指宿市土地開発公社運営）
- 三本松工業団地（南九州市、南九州市運営）
- 清藤工業団地（日置市、日置市土地開発公社運営）
- 内村工業団地（曽於市、曽於市土地開発公社運営）
- 鹿児島臨海工業地帯1号用地（鹿児島市、鹿児島県運営）
- 塘之池工業団地（南九州市、鹿児島県市町村土地開発公社運営）
- 田崎工業用地（鹿屋市、鹿屋市土地開発公社運営）
- 山神工業用地（鹿屋市、鹿屋市運営）
- 鹿児島臨空団地（霧島市、鹿児島県土地開発公社運営）
- 小田工業団地（霧島市、霧島市土地開発公社運営）
- 倉内工業団地（さつま町、さつま町土地開発公社運営）
- 外戸団地（いちき串木野市、いちき串木野市運営）
- 須崎地区公共用地（姶良市加治木町、姶良市運営）
- 安楽大迫工業団地（志布志市、志布志市運営）
- 野川沢工業用地（姶良市、鹿児島県市町村土地開発公社蒲生町支社運営）
- 垂水市錦江町公共用地（垂水市、垂水市土地開発公社運営）
- 鹿児島市七ッ島1号用地B区（鹿児島市、民間の運営）
- 里岳工業団地（鹿児島市、民間の運営）
- 港町工業専用地域（薩摩川内市、民間の運営）
- 水産加工団地（阿久根市、阿久根市運営）
- 食肉加工団地（阿久根市、阿久根市運営）
- 薩摩工業団地（さつま町、さつま町土地開発公社運営）
- 長島高校跡地（長島町、鹿児島県運営）
- 268号バイパス1号用地（伊佐市、民間の運営）
- 第2岩坂工業団地（霧島市、霧島市土地開発公社運営）
- 口輪野用地（霧島市、霧島市土地開発公社運営）
- 霧島牧園工業用地（霧島市、民間の運営）
- 三拾町工業団地（姶良市、姶良市運営）
- 栗野高原リゾート計画跡地（湧水町、湧水町運営）
- 重留地区用地（伊佐市、民間の運営）
- 尾野見工業団地（志布志市、志布志市運営）

### 沖縄県
- 沖縄印刷工業団地（南風原町）
- 糸満工業団地（糸満市、糸満市土地開発公社）
- 糸満市西崎町1丁目工業団地（糸満市、糸満市土地開発公社）
- 中城湾港新港地区工業団地（沖縄市、うるま市、沖縄県）
- 赤崎工業団地（うるま市）
- 昆布工業団地（うるま市）
- 塩屋工業団地（うるま市）
- 読谷工業団地（読谷村）
- 大山工業団地（宜野湾市）
- 小那覇工業団地（西原町）
- 豊崎工業団地（豊見城市、沖縄県土地開発公社）
- 津嘉山工業団地（南風原町）
- 金武インターチェンジ地区工業団地（金武町）
- 平宮地区工業団地（うるま市）
- 東崎工業団地（西原町、沖縄県町村土地開発公社）
- 屋部工業団地（名護市）